# Бетанкурт ан Валоа
Бетанкурт ан Валоа (фр. Béthancourt-en-Valois) насеље је и општина у североисточној Француској у региону Пикардија, у департману Оаза која припада префектури Санлис.
По подацима из 2011. године у општини је живело 243 становника, а густина насељености је износила 58,98 становника/km². Општина се простире на површини од 4,12 km². Налази се на средњој надморској висини од 50 метара (максималној 129 m, а минималној 48 m).

## Демографија
| 1962. | 1968. | 1975. | 1982. | 1990. | 1999. | 2011. |
| ----- | ----- | ----- | ----- | ----- | ----- | ----- |
| 156   | 179   | 194   | 213   | 228   | 249   | 243   |

График промене броја становника у току последњих година